# Cionus leucostictus
Cionus leucostictus là loài côn trùng thuộc nhóm Bọ cánh cứng. Loài này được Fairmaire, L. mô tả lần đầu tiên vào năm 1897.